# Grand Prix Bruno Beghelli féminin 2018
La 3e édition du Grand Prix Bruno Beghelli féminin a eu lieu le 7 octobre 2018. Elle fait partie du calendrier UCI en catégorie 1.1 et se court le lendemain du Tour d'Émilie, qui se déroule dans la même région. Elle est remportée par l'Italienne Elisa Balsamo.

## Parcours
Le parcours est relativement vallonné avec un succession de côtes sur le circuit.

### Équipes
| Équipes féminines professionnelles (16)- Alé Cipollini - Aromitalia Vaiano - Astana Women's - Bepink - Bizkaia-Durango - BTC City Ljubljana - Cervélo Bigla - Conceria Zabri-Fanini - Still Bike Team A.S. Dilettantistica - FDJ-Nouvelle Aquitaine-Futuroscope - Parkhotel Valkenburg-Destil - SC Michela Fanini - Servetto-Stradalli Cycle - Top Girls Fassa Bortolo - Valcar PBM - WNT-Rotor Pro Cycling Équipe nationale- Russie Équipe amateur- Centre mondial du cyclisme Équipe féminines amateur (2)- ACS Cycling Chirio - Vallerbike |
| |

En sus, la sélection régionale de Vénétie participe à l'épreuve.

## Récit de course
Sofia Bertizzolo anime la course et est reprise à trois kilomètres de l'arrivée. Au sprint, Marta Bastianelli est remontée par Elisa Balsamo.

## Classements

### Classement final
| \| Classement général \| Classement général \| Classement général \| Classement général \| Classement général \| \| Coureuse \| Coureuse \| Pays \| Équipe \| Temps \| \| ------------------ \| ------------------ \| ------------------ \| ---------------------------------- \| ------------------ \| \| 1re \| Elisa Balsamo \| Italie \| Valcar PBM \| 2 h 03 min 59 s \| \| 2e \| Marta Bastianelli \| Italie \| Alé Cipollini \| + 0 s \| \| 3e \| Lorena Wiebes \| Pays-Bas \| Parkhotel Valkenburg \| + 0 s \| \| 4e \| Emma Norsgaard \| Danemark \| Cervélo Bigla \| + 0 s \| \| 5e \| Arlenis Sierra \| Cuba \| Astana Women's Team \| + 0 s \| \| 6e \| Arianna Fidanza \| Italie \| Astana Women's Team \| + 0 s \| \| 7e \| Roxane Fournier \| France \| FDJ-Nouvelle Aquitaine-Futuroscope \| + 0 s \| \| 8e \| Laura Tomasi \| Italie \| Top Girls Fassa Bortolo \| + 0 s \| \| 9e \| Michela Balducci \| Italie \| Aromitalia Vaiano \| + 0 s \| \| 10e \| Rasa Leleivytė \| Lituanie \| Aromitalia Vaiano \| + 0 s \| |                   |          |                                    |                 |
| |                   |          |                                    |                 |
| Source : ProCyclingStats |                   |          |                                    |                 |
| Classement général |                   |          |                                    |                 |
| Coureuse | Coureuse          | Pays     | Équipe                             | Temps           |
| 1re | Elisa Balsamo     | Italie   | Valcar PBM                         | 2 h 03 min 59 s |
| 2e | Marta Bastianelli | Italie   | Alé Cipollini                      | + 0 s           |
| 3e | Lorena Wiebes     | Pays-Bas | Parkhotel Valkenburg               | + 0 s           |
| 4e | Emma Norsgaard    | Danemark | Cervélo Bigla                      | + 0 s           |
| 5e | Arlenis Sierra    | Cuba     | Astana Women's Team                | + 0 s           |
| 6e | Arianna Fidanza   | Italie   | Astana Women's Team                | + 0 s           |
| 7e | Roxane Fournier   | France   | FDJ-Nouvelle Aquitaine-Futuroscope | + 0 s           |
| 8e | Laura Tomasi      | Italie   | Top Girls Fassa Bortolo            | + 0 s           |
| 9e | Michela Balducci  | Italie   | Aromitalia Vaiano                  | + 0 s           |
| 10e | Rasa Leleivytė    | Lituanie | Aromitalia Vaiano                  | + 0 s           |

## Liste des partantes
Source.

### Barème des points UCI
| Position           | 1er | 2e | 3e | 4e | 5e | 6e | 7e | 8e | 9e | 10e | 11e | 12e | 13e à 15e | 16e à 25e |
| Classement général | 125 | 85 | 70 | 60 | 50 | 40 | 35 | 30 | 25 | 20  | 15  | 10  | 5         | 3         |

### Primes
L'épreuve attribue les primes suivantes :
| Position | 1er   | 2e    | 3e    | 4e    | 5e    | 6e    | 7e    | 8e    | 9e    | 10e  |
| Prix     | 372 € | 323 € | 265 € | 167 € | 147 € | 137 € | 127 € | 118 € | 108 € | 59 € |

Les places de onzième place à vingtième donnent 59 €.